# Dora Ohlfsen-Bagge
Pour les articles homonymes, voir Bagge.
Dorothea Adela Ohlfsen-Bagge, dite Dora Ohlfsen-Bagge, née le 22 août 1869 à Ballarat (Victoria, en Australie) et morte le 9 février 1948 à Rome (Italie), est une peintre, sculptrice et médailleuse australienne.
Elle travaille en Australie, en Espagne, en Allemagne, en Russie et en Italie et crée des médailles pour des personnalités parmi lesquelles David Lloyd George, H.H. Asquith, Mussolini et le Mémorial de guerre de Formia en Italie. Elle crée également une médaille pour célébrer les débuts de l'ANZAC en 1916. Elle et son partenaire de toujours sont tués par une inhalation de gaz accidentelle dans leur studio de Rome en 1948. 

## Jeunesse
Dorothea « Dora » Adela Ohlfsen-Bagge naît le 22 août 1869 à Ballarat, dans l’État de Victoria, en Australie, fille de Christian Herm Ohlfsen-Bagge, sous-traitant du réservoir Gong Gong originaire de Scandinavie, et de Kate Harison, une australienne. Son père a construit l'égout de Bondi. Son arrière-grand-père, Robert Howe, était l’imprimeur du gouvernement victorien à ses débuts. 
Ohlfsen-Bagge fréquente le lycée de Sydney et étudie la musique à Berlin en 1883 à la Neue Akademie der Tonkunst (en) de Theodor Kullak dirigée par Moritz Moszkowski. 

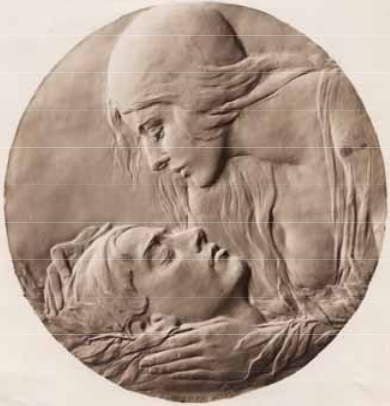
Médaille Anzac (1916)

De 1889 à 1894, elle est pianiste en Nouvelle-Galles du Sud  et élève de Henri Kowalski.  Quand une névrite se déclenche et l'empêche de jouer en 1920, elle quitte l'Australie pour débuter une carrière de sculptrice et se spécialise dans la gravure des médailles. 
Ohlfsen part en Russie où elle enseigne, écrit et commence à étudier la peinture. Elle est également employée comme espionne par l'ambassadeur des États-Unis qui souhaitait qu'elle lui parle de sa vie à la cour de Russie. Elle s'installe en Italie en 1902 avec sa compagne, la baronne russe Hélène de Kuegelgen. Elle étudie à l'Académie française à Rome auprès de Dubois et Pierre Dautel. À l'époque, l'Académie française est réservée aux artistes français ayant obtenu le Prix de Rome mais cette dernière l'honore en l'invitant à devenir une de leurs élèves. Neuf de ses pièces sont acceptées pour être exposée au Salon de Paris, parmi lesquelles figurent les portraits en argent de la princesse Maria Rospigliosi (l'ancienne héritière américaine Marie Reid Pankhurst), un portrait en plomb de la baronne Helene Kuegelen, un autre de Josef Alteneisel, le prince Évêque de Brixen du Tyrol, de la comtesse Lutzow, épouse de l'ambassadeur d'Autriche à Rome et une médaille intitulée "The Awakening of Art in Australia". Ensuite, elle étudie la peinture à l'Académie royale espagnole de Rome. 
Parmi ses petits travaux se trouvent des bas-reliefs en bronze représentant Balfour, un duc italien, Robert Randolph Garran (1921), Mary Anderson, un buste de Nellie Stewart et une statuette de Eve Balfour. 
En 1908, elle expose une médaille portant l'inscription The Awakening of Australian Art à l'exposition franco-britannique de Melbourne. 
Son portrait en médaillon de Gabriele d'Annunzio datant de 1910 est placé au Petit Palais à Paris pour l'exposition du centenaire et Ohlfsen reçoit la consécration du gouvernement français. 

Pendant la Première Guerre mondiale, elle travaille pour les Alliés en Italie en tant qu'infirmière. Cette expérience l'inspire pour la médaille de l'ANZAC en 1916. La médaille porte l'inscription « Anzac. En souvenir éternel, 1914-18. ».  C'est un hommage à la « bravoure immortelle des Australasiens ». La première fournée de médailles, au nombre de 500, est disponible pour 2 guinées l'unité. Les fonds recueillis sont consacrés aux besoins des Australiens et des Néo-Zélandais handicapés à vie à cause de la guerre,. Très peu d'exemplaires de la médaille existent toujours et la grande majorité se trouvent conservées dans des institutions nationales. 

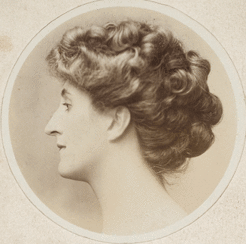
Dora Ohlfsen, vers 1912, Bibliothèque d'État de Nouvelle-Galles du Sud.

En 1920, sous le patronage de Dame Margaret Davidson, elle expose des pastels et des médailles de bronze à Sydney. Sa visite en Australie est liée à la vente de sa médaille ANZAC, destinée à aider les soldats handicapés d'Australie et de Nouvelle-Zélande. La médaille est incluse dans l'exposition ainsi que la médaille "Awakening of Australian Art". Les pastels comprennent plusieurs portraits : Bobbie Macmillan, Lilian Earp, Alexandra Simpson, fille du Haut-commissaire britannique en Chine et plus tard Mme  Gray. Il y a aussi un dessin impressionniste de Venise. Les médaillons comprennent les généraux William Birdwood, David Lloyd George, HH Asquith, Peppino Garibaldi, un petit-fils de Giuseppe Garibaldi, Charles Wade, William Holman, le cardinal William Henry O'Connell, Henry Normand MacLaurin, Edmund Barton, Eleanor Towzey Stewart, Donna Nicoleta Grazioli et de nombreuses autres célébrités. En 1921, elle est chargée de faire un portrait en médaillon du premier ministre australien, Billy Hughes. 
Le gouvernement français et le gouvernement italien lui décerne des médailles d'or pour ses sculptures, ses peintures et ses fresques. En 1926, elle reçoit une commande du gouvernement italien pour un monument commémoratif de la guerre à Formia, qu'elle nomme "Sacrifice", ce qui fait d'elle la seule femme et la seule artiste non italienne à obtenir cette distinction. Le monument fait 30 pieds de haut et la silhouette en marbre à la base représente le chagrin des citoyens de Formia pour leurs héros de guerre tombés au combat. L'inscription, traduite en français, se lit comme suit : "Oh, mon pays!  La vie que tu m'as donnée, je te la rends". Mussolini déclare en hommage qu'elle est désormais une "sculpteuse italienne". 
Ses dernières œuvres sont La Course du char grec, des modèles de fontaines, des sculptures de jardin, la tête de Dionysos en pierre grise, Primavera en marbre rose, La Marchesa di Seta, L'Ange gardien en pierre rose, une peinture mural de Saint Antoine de Padoue avec des fleurs australiennes, une peinture murale représentant Saint François d'Assise avec des oiseaux australiens, un portrait de Mussolini, et le bronze "Cosaque".

## Vie privée

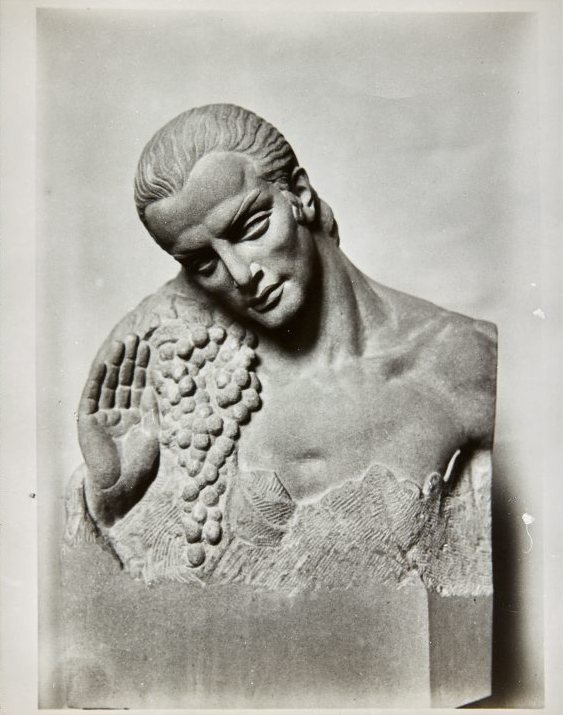
Dionysius (vers 1930), haut-relief en pierre, cimetière anglais de Rome.

Le 9 février 1948, elle et sa compagne de toujours, Hélène de Kuegelgen, avec qui elle vit, sont retrouvées asphyxiées dans le studio d'Ohlfsen à Rome. Le studio se trouve juste à côté du Beda College , sur la Via S. Nicola da Tolentino et le couple y vit depuis près de 50 ans. La police déclare les décès comme étant accidentels. 
Les deux femmes sont enterrées ensemble au cimetière anglais de Rome, le Campo Cestio, dans la zone 1.15.28, sous le buste en haut-relief du dieu Dionysius, une main levée dans un geste de bénédiction. 